# 北海道道510号抜海兜沼停車場線
北海道道510号抜海兜沼停車場線（ほっかいどうどう510ごう ばっかいかぶとぬまていしゃじょうせん）は、北海道稚内市から天塩郡豊富町を結ぶ一般道道（北海道道）である。

## 概要

### 路線データ
- 起点：北海道稚内市大字抜海村字クトネベツ（北海道道106号稚内天塩線交点）
- 終点：北海道天塩郡豊富町字兜沼（JR北海道 宗谷本線 兜沼駅）
- 総延長：14.033 km
- 実延長：13.742 km
- 重用延長：0.291 km

### 道路管理者
- 宗谷総合振興局 稚内建設管理部 事業課

## 歴史
- 1965年（昭和40年）3月26日 - 路線認定[1]。

## 地理

### 通過する自治体
- 宗谷総合振興局
  - 稚内市
  - 天塩郡豊富町

### 交差する道路
稚内市
- 北海道道106号稚内天塩線 - 大字抜海村字クトネベツ（起点）
- 北海道道811号勇知上勇知線 - 大字抜海村字上勇知
- 北海道道616号上勇知兜沼停車場線 - 大字抜海村字上勇知（重複）

豊富町
- 北海道道616号上勇知兜沼停車場線 - 字兜沼（重複）
- 北海道道763号兜沼豊徳線 - 字兜沼
- 北海道道1118号兜沼停車場線 - 字兜沼（重複）

### 沿線にある施設など
稚内市
- JR北海道 宗谷本線 抜海駅
- JR北海道 宗谷本線 勇知駅
- 勇知郵便局
- 稚内市立上勇知小中学校

豊富町
- 豊富町立兜沼小中学校
- JR北海道 宗谷本線 兜沼駅